# Morro do Chapéu do Piauí
Morro do Chapéu do Piauí is een gemeente in de Braziliaanse deelstaat Piauí. De gemeente telt 6.611 inwoners (schatting 2009).